# Lý Cẩm Bân
Lý Cẩm Bân (tiếng Trung: 李锦斌; sinh tháng 2 năm 1958) là tiến sĩ luật học, chính khách nước Cộng hòa Nhân dân Trung Hoa. Ông hiện là Ủy viên Ban Chấp hành Trung ương Đảng Cộng sản Trung Quốc khóa XIX, nguyên Bí thư Tỉnh ủy tỉnh An Huy kiêm Chủ nhiệm Ủy ban Thường vụ Đại hội đại biểu nhân dân tỉnh An Huy. Ông từng là Phó Bí thư Tỉnh ủy An Huy, Tỉnh trưởng Chính phủ Nhân dân tỉnh An Huy và Trưởng Ban Tổ chức Tỉnh ủy Thiểm Tây.

## Tiểu sử

### Thân thế
Lý Cẩm Bân là người Hán sinh tháng 2 năm 1958 tại Cẩm Châu, tỉnh Liêu Ninh, người Thành Đô, tỉnh Tứ Xuyên.

### Giáo dục
Tháng 7 năm 1980 đến tháng 8 năm 1982, ông theo học chuyên ngành lịch sử khoa lịch sử chính trị tại Học viện Sư phạm Trường Xuân nay là Đại học Sư phạm Trường Xuân.
Tháng 9 năm 1992 đến tháng 7 năm 1995, ông theo học nghiên cứu sinh tại chức chuyên ngành kế hoạch và quản lý kinh tế quốc dân, Học viện Quản lý kinh tế thuộc Đại học Cát Lâm.
Tháng 9 năm 1995 đến tháng 6 năm 1998, ông theo học nghiên cứu sinh tại chức chuyên ngành lý luận chính trị học, Học viện Hành chính thuộc Đại học Cát Lâm và được trao học vị tiến sĩ luật học.
Tháng 6 đến tháng 11 năm 1999, ông theo học nâng cao lớp thạc sĩ quản trị kinh doanh, Đại học Illinois, Chicago, Hoa Kỳ.

### Sự nghiệp
Tháng 12 năm 1974, Lý Cẩm Bân tham gia công tác nhà máy in màu thành phố Thông Hóa, tỉnh Cát Lâm ở miền Đông Bắc Trung Quốc và từng đảm nhiệm cán sự phòng công tác chính trị. Tháng 9 năm 1978, Lý Cẩm Bân gia nhập Đảng Cộng sản Trung Quốc. Tháng 1 năm 1979, ông chuyển sang làm cán sự Đoàn Thanh niên Cộng sản Học viện Sư phạm Trường Xuân (nay là Đại học Sư phạm Trường Xuân).
Lý Cẩm Bân công tác lâu năm trong hệ thống giáo dục tỉnh Cát Lâm, tháng 8 năm 1982, sau khi tốt nghiệp, ông về làm cán sự Sở Giáo dục tỉnh Cát Lâm. Tháng 4 năm 1984, ông được bổ nhiệm giữ chức Phó phòng Nhân sự, Sở Giáo dục tỉnh Cát Lâm. Tháng 9 năm 1985, ông được luân chuyển làm Phó phòng Cán bộ, Ủy ban Giáo dục tỉnh Cát Lâm. Tháng 3 năm 1989, ông được bổ nhiệm giữ chức Trưởng phòng Cán bộ, Ủy ban Giáo dục tỉnh Cát Lâm. Tháng 2 năm 1991, ông được bổ nhiệm giữ chức Phó Chủ nhiệm Ủy ban Giáo dục tỉnh Cát Lâm. Từ tháng 4 năm 1991 đến tháng 9 năm 1992, ông tạm giữ chức Phó Bí thư Huyện ủy Thông Du, tỉnh Cát Lâm.
Tháng 9 năm 1992, ông được luân chuyển làm Ủy viên Ban Thường vụ Thành ủy Trường Xuân, Trưởng Ban Tổ chức Thành ủy Trường Xuân, tỉnh Cát Lâm. Tháng 3 năm 1994, ông được bổ nhiệm làm Phó Bí thư Thành ủy Trường Xuân kiêm Trưởng Ban Tổ chức Thành ủy Trường Xuân. Tháng 10 năm 1995, ông thôi kiêm nhiệm chức vụ Trưởng Ban Tổ chức Thành ủy Trường Xuân.
Tháng 10 năm 1997, Lý Cẩm Bân được luân chuyển giữ chức Phó Bí thư Thành ủy Thông Hóa, tỉnh Cát Lâm. Tháng 11 năm 1997, ông được bổ nhiệm làm Phó Bí thư Thành ủy Thông Hóa, Phó Thị trưởng Chính phủ nhân dân thành phố, quyền Thị trưởng Chính phủ nhân dân thành phố Thông Hóa. Tháng 1 năm 1998, ông chính thức được bầu giữ chức vụ Thị trưởng Chính phủ nhân dân thành phố Thông Hóa. Tháng 7 năm 2001, ông được bổ nhiệm làm Bí thư Thành ủy Liêu Nguyên, tỉnh Cát Lâm.
Tháng 8 năm 2002, ông được bổ nhiệm giữ chức Phó Tỉnh trưởng Chính phủ nhân dân tỉnh Cát Lâm. Tháng 4 năm 2007, ông được luân chuyển làm Ủy viên Ban Thường vụ Tỉnh ủy Thiểm Tây kiêm Trưởng Ban Tổ chức Tỉnh ủy Thiểm Tây.
Tháng 4 năm 2013, ông Xebổ nhiệm làm Phó Bí thư Tỉnh ủy An Huy. Tháng 6 năm 2013, ông được bổ nhiệm làm Phó Bí thư Tỉnh ủy An Huy kiêm Hiệu trưởng Trường Đảng Tỉnh ủy An Huy.
Ngày 8 tháng 6 năm 2015, Hội nghị lần thứ 20 của Ủy ban Thường vụ Đại hội đại biểu nhân dân khóa XII tỉnh An Huy biểu quyết thông qua bổ nhiệm Lý Cẩm Bân làm quyền Tỉnh trưởng Chính phủ nhân dân tỉnh An Huy thay cho ông Vương Học Quân. Ngày 28 tháng 7 năm 2015, ông chính thức được bầu giữ chức vụ Tỉnh trưởng Chính phủ nhân dân tỉnh An Huy.
Ngày 29 tháng 8 năm 2016, Ủy ban Trung ương Đảng Cộng sản Trung Quốc quyết định bổ nhiệm Lý Cẩm Bân làm Bí thư Tỉnh ủy An Huy kế nhiệm ông Vương Học Quân. Ngày 1 tháng 9 năm 2016, ông được miễn nhiệm chức vụ Tỉnh trưởng Chính phủ nhân dân tỉnh An Huy. Ngày 21 tháng 1 năm 2017, ông được bầu kiêm nhiệm chức vụ Chủ nhiệm Ủy ban Thường vụ Đại hội đại biểu nhân dân tỉnh An Huy.
Ngày 24 tháng 10 năm 2017, tại phiên bế mạc của Đại hội Đảng Cộng sản Trung Quốc lần thứ XIX, Lý Cẩm Bân được bầu làm Ủy viên Ban Chấp hành Trung ương Đảng Cộng sản Trung Quốc khóa XIX. Ngày 28 tháng 1 năm 2018, tại Hội nghị lần thứ nhất của Đại hội đại biểu nhân dân khóa XIII tỉnh An Huy, ông được bầu tái đắc cử chức vụ Chủ nhiệm Ủy ban Thường vụ Đại hội đại biểu nhân dân tỉnh An Huy.
Ngày 30 tháng 9 năm 2021, ông thôi giữ chức Bí thư Tỉnh ủy An Huy. Ngày 23 tháng 10 cùng năm, ông giữ chức Phó Chủ nhiệm Ủy ban Môi trường và Bảo vệ Tài nguyên của Nhân đại toàn quốc lần thứ XIII.